# Emmanuella Atora
Emmanuella Atora (1996 o 1997) es una deportista gabonesa que compite en taekwondo. Ganó una medalla de plata en el Campeonato Africano de Taekwondo de 2023, en la categoría de –57 kg.

## Biografía
Atora había jugado al fútbol cuando era joven, pero su padre la inscribió en taekwondo en 2011. Tuvo sólo dos semanas para aprender el deporte antes de competir en la Copa de Taekwondo de Gabón, pero logró ganar la medalla de bronce. En 2012, regresó al torneo y ganó la plata, antes de ganar el oro en 2013.
Luego, Atora ganó varios concursos en los años siguientes; Además de una medalla de bronce en el Mundial de Francia de 2014, ganó el oro en el torneo Champions Challenge en 2014, 2015 y 2016, el oro (y la mejor pelea) en el Park Master Challenge de 2017, el oro en la Copa África-Asia de 2018 y el oro. en el Campeonato Universitario 2018. También compitió en el Campeonato Africano de Taekwondo en 2014 y en el Campeonato Mundial de Taekwondo y Juegos Panafricanos en 2015, aunque no ganó medalla en esos eventos.
Atora se tomó un descanso de la competición por un tiempo y tuvo un hijo. Posteriormente, inicialmente dejó de competir por completo, pero decidió relanzar su carrera después de recibir el apoyo de varias personas. Participó en el Campeonato Africano de 2021 y en el Gran Premio Mundial de Taekwondo de 2023, y ganó la medalla de bronce en el Abierto de Senegal de 2023. En el Campeonato Africano de Taekwondo de 2023, ganó una medalla de plata en la categoría de 57 kg.
Atora fue una de los cuatro practicantes de taekwondo gaboneses invitados al Torneo Africano de Clasificación Olímpica de Taekwondo en febrero de 2024. Derrotó a Nada Laaraj de Marruecos para clasificarse para los Juegos Olímpicos de París 2024 como representante de Gabón. Fue la primera clasificada del país para los Juegos Olímpicos de 2024, su única clasificada de taekwondo y su primera clasificada de taekwondo femenino. En una entrevista con Gabon Media Time después de su victoria, describió su carrera como «Me gano la vida golpeando a la gente». En marzo de 2024, fue abanderada de Gabón en los Juegos Panafricanos.

## Palmarés internacional
| Campeonato Africano | Campeonato Africano      | Campeonato Africano | Campeonato Africano |
| Año                 | Lugar                    | Medalla             | Categoría           |
| ------------------- | ------------------------ | ------------------- | ------------------- |
| 2023                | Abiyán (Costa de Marfil) | Medalla de plata    | –57 kg              |